# 니우포르트

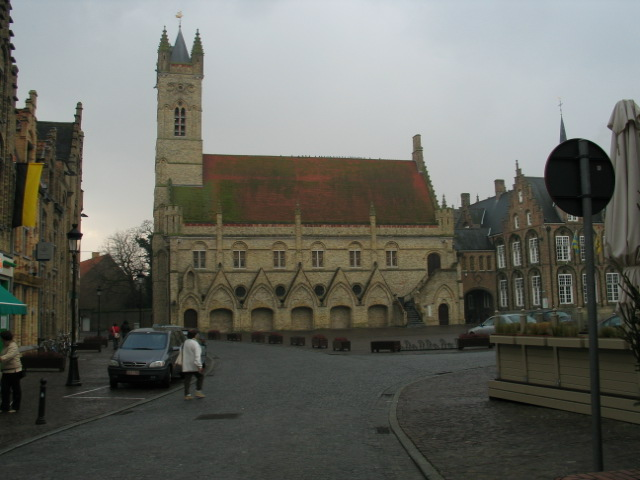
니우포르트의 종탑과 시청

니우포르트(네덜란드어: Nieuwpoort)는 벨기에 플란데런 지역 베스트플란데런주에 위치한 도시로 면적은 31.00km2, 인구는 11,368명(2013년 1월 1일 기준), 인구 밀도는 370명/km2이다.

시기
시 문장